# Glück, Mißbrauch und Rückkehr
Glück, Mißbrauch und Rückkehr oder Das Geheimniß des grauen Hauses ist eine Posse mit Gesang in fünf Acten von Johann Nestroy. Das Stück entstand 1838 und wurde am 10. März dieses Jahres im Theater an der Wien als Benefizabend für Nestroys Lebensgefährtin Marie Weiler uraufgeführt.

## Inhalt
Die reichen früheren Schulkollegen des armen Schreibers Blasius Rohr laden diesen zu einem vornehmen Ball ein, um ihn dort lächerlich zu machen. Der dummstolze Blasius bemerkt nichts davon, glaubt, wahre Freunde gefunden zu haben und fühlt sich von der feinen Gesellschaft akzeptiert:
„Man scheint an meinem Umgang Geschmack zu finden, ich werde bald intimer Freund vom Hause seyn.“ (Actus 1, Scene 9)
Während Blasius’ Abwesenheit hat der reiche Herr Eisenkorn, sein Onkel, ihm die Schenkungsurkunde für eine wertvolle Fabrik hinterlegt, in der Annahme, der bisher absichtlich in Armut gehaltene Neffe werde damit erfolgreich wirtschaften. Als Blasius davon erfährt, beschließt er jedoch sofort, die Fabrik zu verkaufen und sich ein Rittergut zuzulegen. Seine bisherige Geliebte Babett, von ihm „Wawi“ genannt, verlässt er, da sie nun als Marchandmod für ihn als „Schlossherrn“ nicht mehr standesgemäß sei.
Auf dem Weg zu seinem Schloss lernen Blasius und seine Begleiter die geheimnisvolle Friederike kennen, die in der Nähe des verrufenen „Grauen Hauses“ lebt. Theodor verliebt sich sofort in sie und macht ihr einen Heiratsantrag. Obwohl sie seine Gefühle erwidert, lehnt Friederike ab, die Waldgegend zu verlassen und mit ihm in die Residenz zu ziehen. Die berechnende Aurora, Tochter des bankrotten Herrn von Klippenbach, betört Blasius, der deshalb sein ganzes Vermögen für sie und ihren Vater verschleudert. Friederike ist die Tochter Eisenkorns, der sie in der Waldeinsamkeit aufwachsen lässt – ebenfalls ein Erziehungsexperiment – jedoch sorgfältig ausbildet und als Braut für seinen Neffen Blasius vorgesehen hat. Während die Freunde das Geheimnis des „Grauen Hauses“, Eisenkorns heimliches Quartier, erkunden und Theodor dort einen Nebenbuhler wohnend glaubt – weshalb er enttäuscht abreist – brennt das Schloss wegen einer Explosion ab. Aurora und ihr Vater verlassen den nun mittellosen Blasius sofort, nicht ohne seine Kutsche auch noch mitzunehmen.
Blasius: „'s Schloss ist hin, d'Braut ist hin!“
Rochus: „Alles ist hin!“ (Actus 4, Scene 13)
Blasius lebt verarmt wieder in der Residenz, nur von seinem ehemaligen Diener Rochus unterstützt. Bei der geplanten Verlobungsfeier im Hause seines Onkels treffen alle wieder zusammen, Eisenkorn erkennt seinen Neffen als liederlichen Menschen und befiehlt Friederike entrüstet, sofort Theodor zu heiraten – was die beiden natürlich mit größter Freude erfüllt. Der braven Babett überschreibt Eisenkorn ein namhaftes Kapital und stellt ihr frei, Blasius zu verzeihen. Da diese großzügig zustimmt, erhält Blasius wieder seine „Wawi“ zurück.
„Schau, ich taug zu gar nichts, das hab ich schon gesehen, als zu einem Musikus, und das will ich auch bleiben.“ (Actus 5, Scene 14)

## Werksgeschichte
Vorlage für Nestroys Stück war der Roman La maison blanche von Paul de Kock. Hier wird das Schicksal des Pariser Kleinbürgers Monsieur Robineau beschrieben, der wegen einer Erbschaft großspurig wird, seine Geliebte verlässt und einen Adelstitel anstrebt, bis er schließlich wieder verarmt und noch schlechter als vorher dasteht. Die Hauptfigur wird von de Kock als junger, wohlgenährter Mann mit aufgeblasenem Gesicht, Stumpfnase, niedriger Stirn, dicken Lippen und dichten blonden Haaren beschrieben – genau so ließ sich Nestroy vom Maskenbildner herrichten.
Nestroys Stück hat einen versöhnlicheren Schluss als der Roman, denn der arrogante, aufgeblasene und einfältige Blasius Rohr wird am Ende durch das selbstverschuldete Unglück zur Einsicht gebracht und führt, ganz nach dem Geschmack des Wiener Publikums, sein Leben als lustiger Musikant weiter. Blasius’ Familienname Rohr wurde von Nestroy wohl wegen dessen mangelnder Charakterfestigkeit nach der Redensart „schwankend wie ein Rohr im Wind“ gewählt.
Das Stück wurde zu einem der meistgespielten Werke Nestroys, der Blasius Rohr zu einer seiner bekanntesten Rollen, die er auch auf Gastspielreisen gerne gab.
Johann Nestroy spielte den Blasius Rohr, Wenzel Scholz den Bedienten Rochus, Ignaz Stahl den Herrn von Klippenbach, Friedrich Hopp den Bruder Mucki, Alois Grois den Hausmeister, Franz Gämmerler den Theodor, Eleonore Condorussi die Friederike und Marie Weiler die Brigitte. Direktor Carl Carl musste im letzten Moment für den unpässliche Schauspieler Würth einspringen und hatte als Eisenkorn großen Erfolg. Dies bewog ihn, noch am Premierenabend nach der Vorstellung dem Publikum mitzuteilen, dass er ab nun wieder öfter selbst auf der Bühne stehen werde, um „den Flor seines Instituts“ zu bereichern. Nestroy schrieb deshalb mit seinem nächsten Stück Der Kobold eine von Carls beliebten „Staberliaden“.
Zwei nicht datierte Originalmanuskripte aus dem Fundus des Theaters an der Wien sind erhalten, sie tragen die Theater-Archivnummer 60. Ebenso erhalten ist die Originalpartitur von Adolf Müller.

## Zeitgenössische Rezeption
Publikum und Kritik waren von Nestroys Stück begeistert, die Wiener Theaterzeitung Adolf Bäuerles begrüßte es am 12. März 1838 als „ein Stück im Volks-Genre von entschiedenem Werthe“; zur zweiten Aufführung schrieb der Wanderer am 14. März:
„Am 11. März wurde Nestroy's gelungenes Lustspiel 'Glück, Mißbrauch und Rückkehr' bei überfülltem Hause wiederholt. Der Beifall stieg von Act zu Act und die Aufführung ging noch gerundeter, als am ersten Abend.“
Auch die anderen Zeitschriften fanden fast ausschließlich zustimmende bis lobende Worte für das Werk; im Humorist vom 14. März war zu lesen:
„Man könnte aus einem einzigen Akt dieser Nestroy'schen Posse ein Dutzend Lokalstücke mit Ergötzlichkeiten und Heiterkeit ausstellen, und dem Akte bliebe doch noch mehr an jokosem Eigenthum als ein Schok von Novitäten.“

## Spätere Interpretationen
Fritz Brukner/Otto Rommel stellen fest, die Umsetzung des Pariser Flairs in die Wiener gemütlichere Atmosphäre wäre Nestroy nur unvollkommen gelungen, bei einigen wenigen Figuren jedoch erreicht worden. Das Motiv des unheimlichen „weißen Hauses“ (bei Nestroy „graues Haus“) sei im Original spannender und geheimnisvoller dargestellt. Nestroy habe die damit verbundene Abenteuergeschichte mit Entführung und Gefangennahme eines Mädchens einfach durch das bei ihm beliebte Motiv des strengen Vaters mit törichten Erziehungsmethoden ersetzt.
Bei Helmut Ahrens steht ebenfalls, dass die Übertragung nicht ganz erfolgreich gewesen sei, besonders deshalb, weil die Großmannssucht des Pariser Bürgers mit dem Streben nach Adel und Schlössern dem Wiener fremd wäre, der lieber nach Gemütlichkeit und Wohlergehen strebe. Aber in der Figur des Blasius Rohr (im Original Robineau) sei die Verwandlung vom „arroganten Kanzleibuben“ (Zitat) in eine blasierte Lokalfigur so gut gelungen, dass die Zuseher „grölen und sich vor Lachen auf die Schenkeln schlagen“ (Zitat).

## Text
- Johann Nestroy: Glück, Missbrauch und Rückkehr, auf nestroy.at/nestroy-stuecke/36 (abgerufen am 24. Februar 2014)